# Parysów (przystanek kolejowy)
Parysów – przystanek osobowy Polskich Kolei Państwowych w Parysowie, w województwie mazowieckim, w Polsce.
Przystanek położony na uboczu wsi. Przez przystanek przechodzi linia kolejowa nr 12 (D29-12) Skierniewice – Łuków (tzw. Esełka).

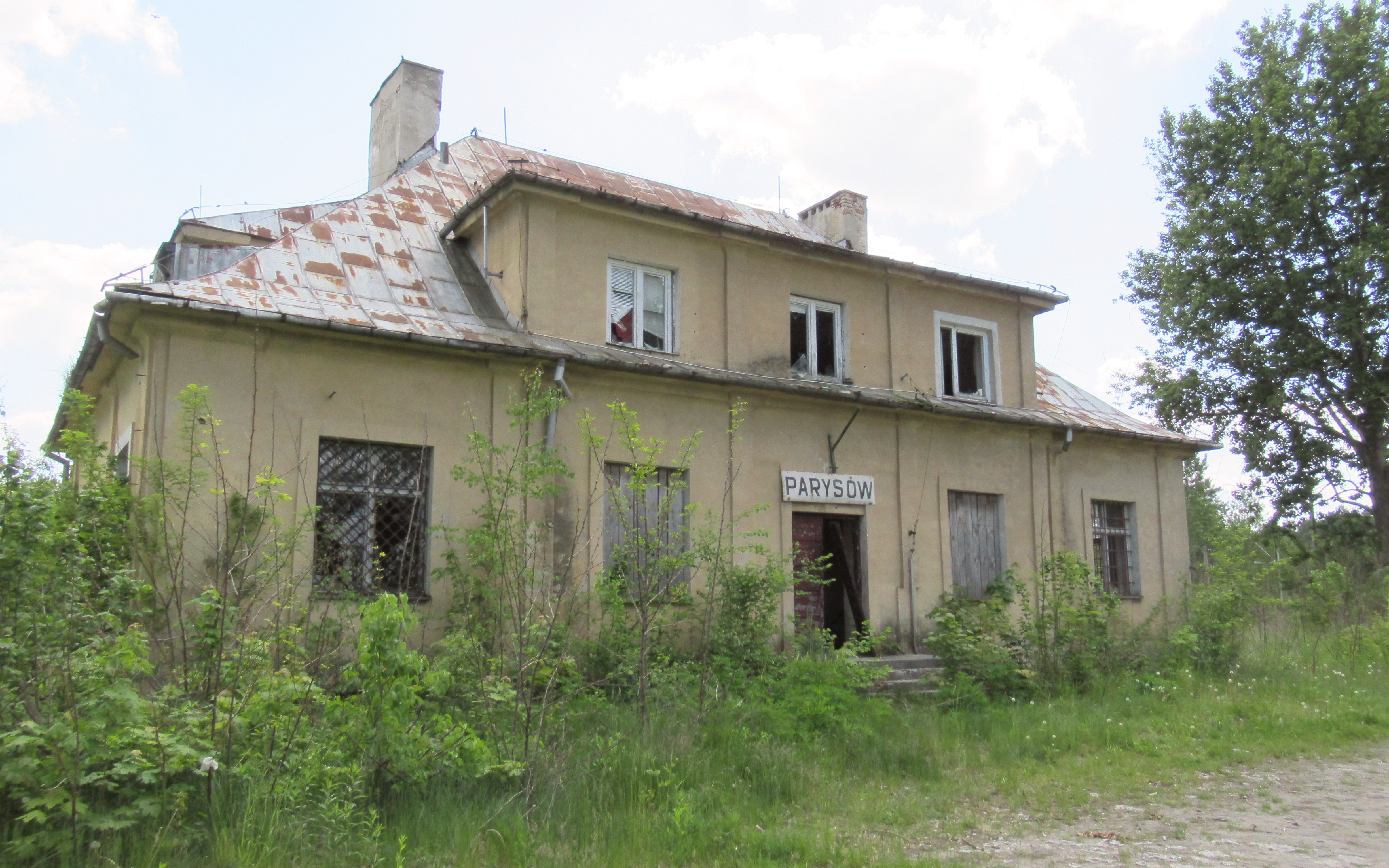
Zdewastowany budynek stacyjny, widok od strony ulicy (maj 2025)
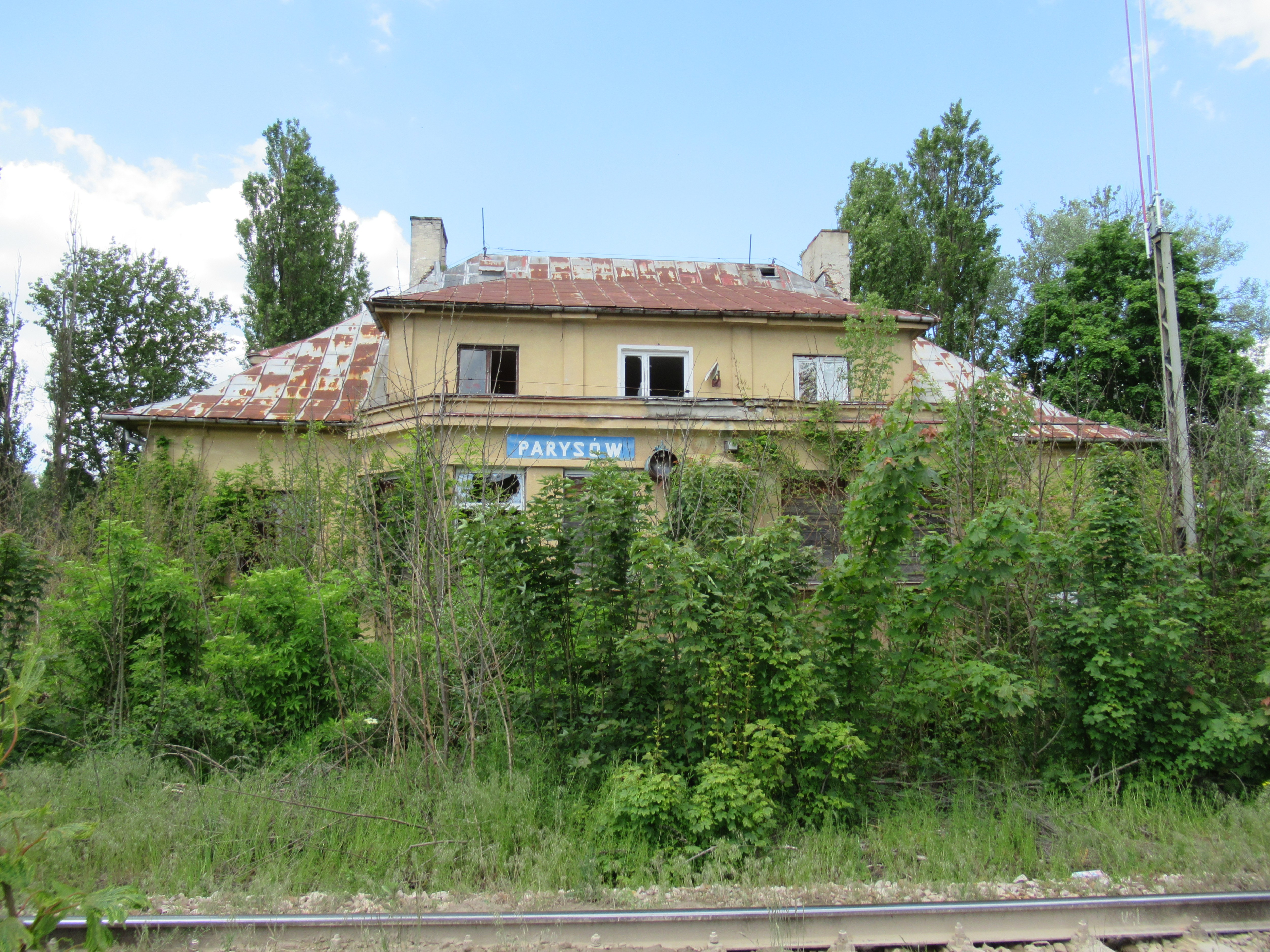
Zdewastowany budynek stacyjny, widok od strony torów (maj 2025)
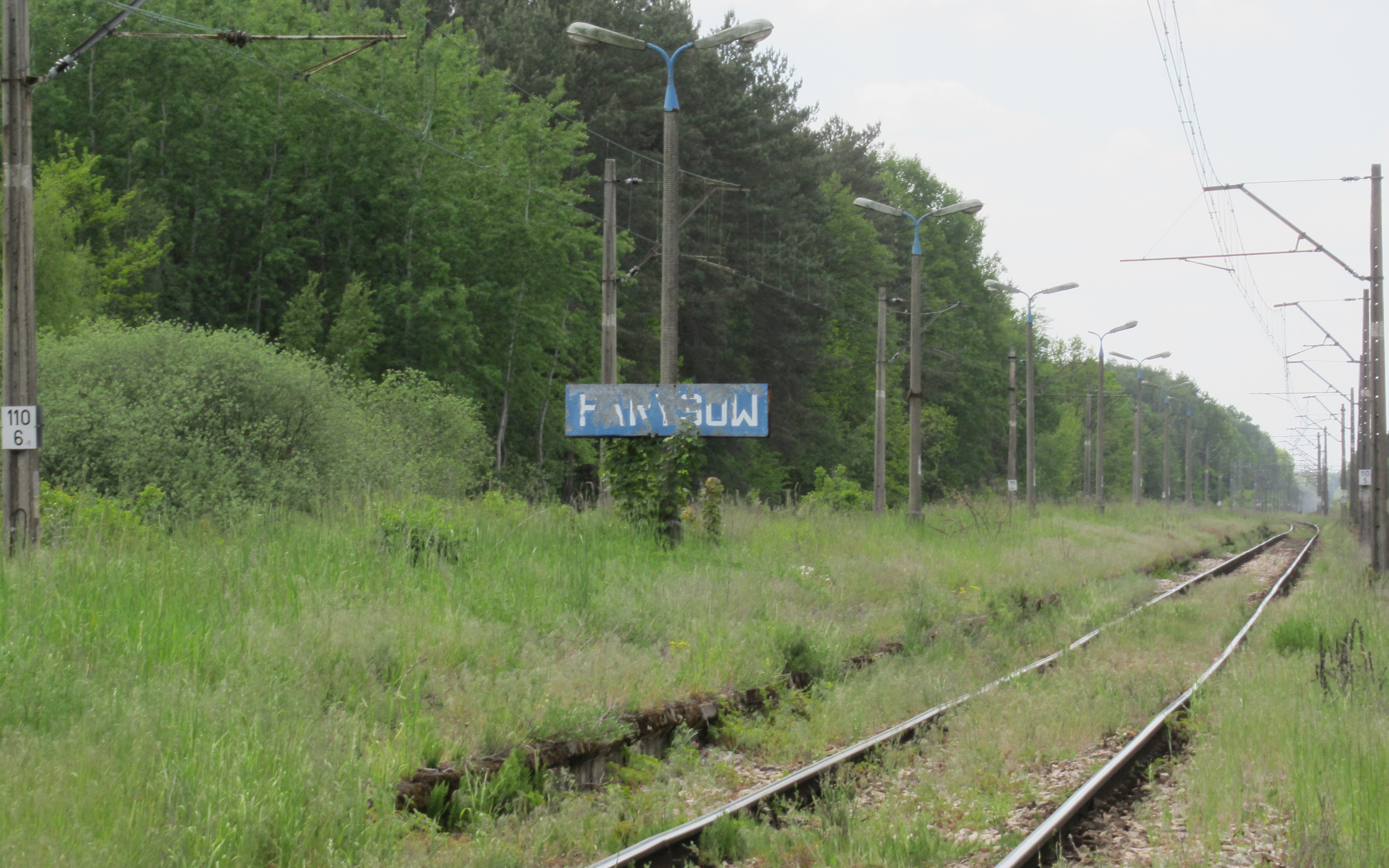
Zarośnięty peron (maj 2025)